# 恐喝者
『恐喝者』（きょうかつしゃ）は、松本清張の短編小説。『オール讀物』1954年9月号に掲載され、1955年8月に短編集『悪魔にもとめる女』収録の1編として、鱒書房（コバルト新書）より刊行された。当初の題は『脅喝者』。
過去3度テレビドラマ化されている。

## あらすじ
大雨の中、筑後川の堤防が決壊した。近くの刑務所に服役していた尾村凌太は、危険を感じ脱走、濁流の中に飛び込んだ。泳ぎ着いた一軒の家で、凌太は逃げおくれた若い女性に出会う。いよいよその家も潰れそうになったため、凌太はその女を抱えて再び濁流に身を投じる。やっと岸にたどり着いた凌太は、女に人工呼吸を施すが、意識を取り戻した女は、凌太に犯されたと誤解してしまう。それから一年後、凌太は九州の山奥でダム工事の人夫となっていたが、新しい工事監督の傍らにいる女性が、あの時の女であることに気づく。

## エピソード
- 宮部みゆきは本作を「ミステリ・デビュー作」と呼んでいる[1]。

## テレビドラマ

### 1960年版
1960年8月15日と8月22日、KRテレビ（現：TBS）系列の「ナショナル ゴールデン・アワー」枠（20:30-21:00）、「松本清張シリーズ・黒い断層」の1作として2回にわたり放映。
キャスト
- 津島恵子
- 小野良
- 名古屋章
- 谷晃

スタッフ
- 制作：KRテレビ

| KRT（現：TBS）系列 ナショナルゴールデン・アワー （松本清張シリーズ・黒い断層） | KRT（現：TBS）系列 ナショナルゴールデン・アワー （松本清張シリーズ・黒い断層） | KRT（現：TBS）系列 ナショナルゴールデン・アワー （松本清張シリーズ・黒い断層） |
| 前番組                                                                         | 番組名                                                                         | 次番組                                                                         |
| ------------------------------------------------------------------------------ | ------------------------------------------------------------------------------ | ------------------------------------------------------------------------------ |
| 一年半待て （1960.8.1 - 8）                                                    | 恐喝者 （1960.8.15 - 22）                                                      | 張込み （1960.8.29 - 9.5）                                                     |

### 1962年版
1962年2月17日と2月24日、テレビ朝日系列の「指名手配」枠（20:00-20:30）にて2回にわたり放映。
キャスト
- 扇千景
- 坂東鶴之助
- 中村是好
- 市村羽左衛門
- 露口茂
- 尾上九朗右衛門
- 小峰千代子

スタッフ
- 制作：NETテレビ

### 1997年版
「松本清張スペシャル・恐喝者」。1997年2月25日、日本テレビ系列の「火曜サスペンス劇場」枠（21:03-22:54）にて放映。大洪水のシーンにおけるCG処理の多用は、当時日本のテレビドラマとして類例のなかったもの。視聴率17.0％（ビデオリサーチ調べ、関東地区）。
キャスト
- 尾村凌太：古谷一行
- 竹岡多恵子：藤真利子
- 加治宇一：本田博太郎
- 竹岡義雄：矢崎滋
- 山口弁護士：ベンガル
- 阿部：田中公行
- 大橋：井上博一
- 畑：高峰圭二
- かおり：及森玲子
- 飲み屋の親爺：梅津栄
- 家政婦・須田：久松夕子
- 佐古正人
- 坂井寿美江
- 加島潤
- 白石ひとみ
- マキノ慶
- 高市好行
- 清水進一
- 鈴木実
- 長棟嘉道
- 内田みる

スタッフ
- 企画：長富忠裕
- 脚本：大野靖子
- プロデューサー：田中浩三、佐々木淳一、伊藤祥二、林悦子
- 監督：松尾昭典
- 音楽：川村栄二
- 選曲：山川繁
- 助監督：猪腰弘之
- 撮影：岡雅一
- 美術：大沢龍雄
- 殺陣：深作覚
- 特殊合成チーム

監督：藤嘉行
助監督：横井健司
撮影：中橋嘉久
美術：太田喜久男
CG：加瀬秀雄
HAL編集：高橋久則、西潟弘記
合成用プール協力：コスモスポーツクラブ（幼児活動研究会）
- 技術協力：神奈川メディアセンター、エイコークリエイティブ
- ロケ協力：沼田市経済部商工観光課、沼田市商工会議所、利根村役場、三日月村、老神温泉朝日ホテル
- 製作著作：松竹、霧企画

| 日本テレビ系列 火曜サスペンス劇場 | 日本テレビ系列 火曜サスペンス劇場       | 日本テレビ系列 火曜サスペンス劇場                 |
| 前番組                            | 番組名                                  | 次番組                                            |
| --------------------------------- | --------------------------------------- | ------------------------------------------------- |
| 刑事 （1997.2.18）                | 松本清張スペシャル 恐喝者 （1997.2.25） | 弁護士・朝日岳之助9 (原作：姉小路祐) （1997.3.4） |